# Super Show 3
Super Junior, The 3rd Asia Tour – "Super Show 3" là chuyến lưu diễn châu Á lần thứ 3 kéo dài từ năm 2010 - 2011 của nhóm nhạc Hàn Quốc Super Junior để quảng bá cho album phòng thu thứ 4, Bonamana. Chuyến lưu diễn bắt đầu bằng hai đêm diễn tại Seoul vào tháng 8 năm 2010 và đi qua Trung Quốc, Đài Loan, Nhật Bản cùng các nước châu Á khác với điểm dừng chân cuối cùng là Bình Dương (Việt Nam). Tổng cộng Super Show 3 đi qua 13 thành phố thuộc 9 quốc gia với tổng cộng 20 buổi diễn.
Vào tháng 10 năm 2011, album lưu diễn của Super Show 3, Super Show 3 Tour Concert Album với những cảnh quay ghi lại đêm diễn ở Seoul đã được phát hành. Tháng 2, 2011, bộ phim Super Show 3 3D về đêm diễn tại Seoul chính thức khởi chiếu tại 16 rạp chiếu phim trong chuỗi CJ CGV.

## Danh sách bài hát
Super Junior Intro
- "Sorry, Sorry" (Remix ver.)
- "Super Girl" (Remix ver.)
- "Don't Don" (Remix ver.)

VCR 1
- "No Other"
- MENT #1
- "Confession"
- "Good Person"
- "Rokkugo" – Super Junior-T

VCR 2
- "One Fine Spring Day" – Ryeowook
- "I lived in your side for a moment" – Kyuhyun
- "Fallin Out" – Sungmin
- "I Wanna Love You" – Eunhyuk, Donghae
- "Looking for the day" – Siwon
- "The way that idol's breaking with her" – Heechul (ft. Sulli của f(x))
- "Champion" – Shindong

VCR 3
- "Tok Tok Tok" – Leeteuk, Heechul, Shindong, Eunhyuk, Donghae, Sungmin
- "You&I
- "Song For You"
- "One Night – TRAX
- "Crazy in love/Poker Face/Single Ladies" – Heechul, Shindong, Eunhyuk, Donghae

VCR 4
- "Shake it up" (Remix ver.)
- "Twins" (Remix ver.)

VCR 5
- "Hate U, Love U"
- "Coagulation" – Super Junior-K.R.Y
- "In My Dream"
- "Rinaldo" – (ft. Kangin)

VCR 6
- "All My Heart"
- "It Has To Be You" – Yesung

VCR 7
- "Bonamana"
- "A Man In Love"
- "U" (Rock ver.)
- "Dancing Out" (Rock ver.)

VCR 8
- "Cooking Cooking"
- "Way For Love"
- MENT #2
- "You Are The One"
- "Wonder Boy"
- MENT #3

(Biểu diễn ở các thành phố khác)
- "Kiss Goodbye" (Leeteuk đàn và hát trên piano)
- "Infection" (Kyuhyun, chỉ diễn tại Nhật Bản)
- "Yuki no hana" (Snow Flower) (Kyuhyun, chỉ diễn tại Nhật Bản)
- "Only one flower in the world" (Heechul và Donghae song ca, chỉ diễn tại Nhật Bản)
- "New Endless Love" (Kyuhyun, bắt đầu từ các điểm diễn ở Trung Quốc)
- "One Fine Spring Day" (Ryeowook, phiên bản tiếng Trung)
- "Down" – Eunhyuk
- "Baby" – Henry Lau (Bắt đầu từ Singapore)
- "Perfection" (Phiên bản tiếng Hàn của Super Junior-M)

## Ngày và địa điểm diễn ra
| Ngày                 | Thành phố    | Quốc gia    | Địa điểm                                |
| -------------------- | ------------ | ----------- | --------------------------------------- |
| 14 tháng 8 năm 2010  | Seoul        | Hàn Quốc    | Nhà thi đấu Thể dục dụng cụ Olympic     |
| 15 tháng 8 năm 2010  | Seoul        | Hàn Quốc    | Nhà thi đấu Thể dục dụng cụ Olympic     |
| 28 tháng 8 năm 2010  | Thanh Đảo    | Trung Quốc  | Guoxin Gymnasium                        |
| 23 tháng 10 năm 2010 | Bắc Kinh     | Trung Quốc  | Capital Indoor Stadium                  |
| 13 tháng 11 năm 2010 | Nam Kinh     | Trung Quốc  | Nanjing Olympic Sports Center Gymnasium |
| 25 tháng 12 năm 2010 | Guangzhou    | Trung Quốc  | Yuexiushan Stadium                      |
| 15 tháng 1 năm 2011  | Bangkok      | Thái Lan    | Impact Arena                            |
| 16 tháng 1 năm 2011  | Bangkok      | Thái Lan    | Impact Arena                            |
| 29 tháng 1 năm 2011  | Singapore    | Singapore   | Sân vận động trong nhà Singapore        |
| 30 tháng 1 năm 2011  | Singapore    | Singapore   | Sân vận động trong nhà Singapore        |
| 18 tháng 2 năm 2011  | Yokohama     | Nhật Bản    | Yokohama Arena                          |
| 19 tháng 2 năm 2011  | Yokohama     | Nhật Bản    | Yokohama Arena                          |
| 20 tháng 2 năm 2011  | Yokohama     | Nhật Bản    | Yokohama Arena                          |
| 26 tháng 2 năm 2011  | Manila       | Philippines | Araneta Coliseum                        |
| 5 tháng 3 năm 2011   | Thượng Hải   | Trung Quốc  | Mercedes-Benz Arena, Thượng Hải         |
| 11 tháng 3 năm 2011  | Đài Bắc      | Đài Loan    | Nhà thi đấu Đài Bắc                     |
| 12 tháng 3 năm 2011  | Đài Bắc      | Đài Loan    | Nhà thi đấu Đài Bắc                     |
| 13 tháng 3 năm 2011  | Đài Bắc      | Đài Loan    | Nhà thi đấu Đài Bắc                     |
| 19 tháng 3 năm 2011  | Kuala Lumpur | Malaysia    | Putra Indoor Stadium                    |
| 7 tháng 5 năm 2011   | Bình Dương   | Việt Nam    | Sân vận động Gò Đậu                     |

## Thành phần tham gia
- Ca sĩ: Super Junior, Zhou Mi, Henry Lau
- Vũ công: Super Junior, Zhou Mi, Henry Lau
- Khách mời: f(x) (chỉ ở Seoul), TRAX Jungmo
- Đơn vị tổ chức: SM Entertainment
- Đơn vị quảng bá: Dream Maker Entercom